# VK Žaborić
Vaterpolo klub "Žaborić" (VK Žaborić; Žaborić) je muški vaterpolski klub iz Žaborića, grad Šibenik, Šibensko-kninska županija. 

## O klubu
Klub je osnovan 11. ožujka 2009. te je registriran pri "Hrvatskom vaterpolskom savezu" (HVS). Nastupao je u 3. HVL - skupina Šibenik, te na raznim ljetnim turnrima. 

## Vanjske poveznice
- sites.google.com/site/vaterpolskiklubzaboric  - Vaterpolski klub 'Žaborić' - službene stranice  Arhivirana inačica izvorne stranice od 12. listopada 2020. (Wayback Machine)
- Vaterpolo klub Žaborić, facebook stranica
- hvs.hr, Žaborić[neaktivna poveznica]
- Croatia Turanj - stare stranice